# Endrick
Endrick (* 21. Juli 2006 in Taguatinga; voller Name Endrick Felipe Moreira de Sousa) ist ein brasilianischer Fußballspieler. Der Stürmer wurde überwiegend bei Palmeiras São Paulo ausgebildet und steht seit Juli 2024 bei Real Madrid unter Vertrag. Er spielt außerdem seit November 2023 für die brasilianische Fußballnationalmannschaft.

## Karriere

### Verein
Endrick wurde in der brasilianischen Stadt Taguatinga geboren und begann im Alter von vier Jahren mit dem Fußballspielen. Sein Vater Douglas Sousa veröffentlichte die Tore seines Sohnes auf YouTube und suchte Interessenten bei den großen brasilianischen Klubs. 2017 schloss sich Endrick im Alter von elf Jahren Palmeiras São Paulo an. In den folgenden fünf Jahren erzielte er 165 Tore in 169 Spielen für die Jugendmannschaften. Er nahm an der Copa São Paulo de Futebol Júnior 2022 teil, bei der er in fünf Spielen fünf Tore erzielte.
Im Juli 2022 unterschrieb Endrick an seinem 16. Geburtstag seinen ersten Profivertrag. Anfang Oktober 2022 debütierte er für die Profimannschaft in der Série A. Endrick kam bis zum Ende der Série A 2022 zu sieben Einsätzen, in denen er drei Tore zum Gewinn der Meisterschaft beitrug. Damit wurde er zudem zum jüngsten Torschützen der Vereinsgeschichte.
Im Juli 2024 wechselte Endrick zum amtierenden spanischen Meister und Champions-League-Sieger Real Madrid. Der Vertrag war bereits im Dezember 2022 abgeschlossen worden.

### Nationalmannschaft
Endrick ist seit April 2022 in der brasilianischen U17-Nationalmannschaft aktiv.
Im November 2023 wurde Endrick von Fernando Diniz erstmals in die A-Nationalmannschaft berufen, die sich in der Qualifikation zur Weltmeisterschaft 2026 befand. Im Spiel gegen Kolumbien am 16. November wurde Endrick in der 81. Minute eingewechselt.
Anfang März 2024 wurde Endrick durch den neuen Nationaltrainer Dorival Júnior für Freundschaftsspiele des A-Kaders am 23. und 26. des Monats gegen England und Spanien berufen. Beim 1:0-Erfolg über England am 23. März wurde er in der 71. Minute eingewechselt und erzielte in der 80. sein erstes Länderspieltor.

## Spielstil
Als Stürmer mit einem guten Schuss wurde Endrick unter anderem früh mit den brasilianischen Weltmeisterstürmern Ronaldo und Romário verglichen.

## Titel und Auszeichnungen
International
- Interkontinental-Pokalsieger: 2024
- UEFA-Super-Cup-Sieger: 2024

Brasilien
- Meister (2): 2022, 2023
- Supercupsieger: 2023
- Staatsmeister von São Paulo (2): 2023, 2024

Auszeichnungen
- Prêmio Craque do Brasileirão – Entdeckung des Jahres: 2022[13]
- Bola de Prata – Mannschaft des Jahres: 2023 Schönstes Tor und Entdeckung des Jahres[14]